# Sebastian Mielitz
Sebastian Mielitz (Zehdenick, 18 luglio 1989) è un calciatore tedesco, portiere del Werder Brema II.

## Carriera

### Club

#### Inizi
Sebastian Mielitz inizia la sua carriera nell'Oranienburger FC Eintracht, passando poi al MSV Neuruppin e all'Energie Cottbus. 
Entra nelle giovanili del Werder Brema nel 2005, ed il 10 novembre 2007 riuscì ad esordire con la seconda squadra.

#### Werder Brema
Durante la stagione 2007-08, viene convocato due volte, senza però scendere in campo. Il 3 dicembre 2009 fa il suo debutto con la squadra maggiore nella gara di Europa League (pertanto, anche il suo debutto europeo) nella partita con i portoghesi del Nacional, vinta per 4-1, sostituendo Tim Wiese. Tre giorni dopo scende per la prima volta in campo in Bundesliga, nella partita contro il Colonia, terminata 0-0.
Il 20 ottobre 2010 esordisce in UEFA Champions League, nella partita pareggiata 1-1 con il Twente, nella fase a gironi
Nella stagione 2011-2012 comincia a guadagnare maggiore spazio, pur rimanendo il secondo portiere. Diventa titolare la stagione successiva, dopo il passaggio di Tim Wiese al Hoffenheim.

#### Friburgo
Il 27 maggio 2014 annuncia il suo passaggio al Friburgo.
Mielitz esordisce con il Friburgo nel primo turno della DFB-Pokal, partita vinta 2-0 contro l'Eintracht Treviri. Ottiene una presenza anche nel secondo turno della DFB-Pokal, nella vittoria per 5-2 contro il Monaco 1860.
Non riesce a trovare ulteriori minuti con il club, venendo preferito a Roman Bürki. Finisce la stagione come secondo portiere, non ottenendo nessuna presenza in campionato con la maglia del Friburgo.

#### Greuther Fürth
L'11 giugno 2015 Mielitz si trasferisce al Greuther Fürth, squadra militante in 2. Bundesliga, firmando un contratto biennale.
Esordisce con la maglia biancoverde nella prima partita del campionato, in una vittoria per 1-0, contro il Karlsruher SC, guadagnandosi la titolarità.
Nella stagione 2016-2017 la squadra acquista tre portieri, Balázs Megyeri, Sascha Burchert e Marius Funk. A Mielitz viene preferito il portiere ungherese Megyeri, che prende il suo posto da titolare.
Alla fine della stagione 2016-2017 viene rilasciato dal club.

#### SønderjyskE
A maggio 2017 Mielitz si unisce alla squadra danese SønderjyskE, militante nella Superligaen, la massima serie del campionato danese.
Esordisce con i danesi nella prima partita del campionato, in un pareggio per 0-0, contro il Randers.
Riesce a prendere il posto da titolare al compagno di squadra Lukas Fernandes.
Mielitz vince con il SønderjyskE la Coppa di Danimarca 2019-2020.

#### Viktoria Colonia
Nell'estate 2020 Mielitz ritorna in Germania, approdando in 3. Liga con il Viktoria Colonia.
Nella prima stagione con il club, Mielitz viene scelto come portiere titolare, giocando 37 partite durante la stagione.
Nel luglio 2021, dopo pochi secondi dall'inizio di un'amichevole pre-campionato contro il Borussia Mönchengladbach, subisce un infortunio, rompendosi il legamento sindesmotico. Questo infortunio lo tiene fuori dal campo per il resto del 2021.

#### FC Helsingør
Il 31 luglio 2022 ritorna in Danimarca, questa volta in 1. Division, con la maglia dell'Helsingør.
Esordisce in campionato il 25 febbraio 2022, nella vittoria per 2-1 contro il Nykobing.
Subisce il primo cartellino rosso della sua carriera, nella partita persa per 0-1 contro il Horsens, il 3 aprile 2022, al minuto 59'.

## Palmarès

### Club

#### Competizioni nazionali
- Coppa di Danimarca: 1

SønderjyskE: 2019-2020